# .ax
.ax — в Інтернеті, національний домен верхнього рівня (ccTLD) для Аландських островів.
Уряд Аландських островів попросив виділити домен .ax. У наш час[коли?] такий момент не зареєстрований; Аландські острови використовують домен .fi — більшість вебмайданчиків Аландських островів мають домени вигляду .aland.fi. IANA зарезервувала .ax для Аландських островів.